# Старцев Панас Олександрович
Панас Олександрович Старцев (20 серпня 1913, село Далматово Курганського повіту, тепер місто Курганської області, Російська Федерація — ?) — радянський діяч, уповноважений Комісії партійного контролю при ЦК ВКП(б) по Киргизькій РСР. Депутат Верховної ради СРСР 2-го скликання.

## Життєпис
Народився в бідній селянській родині. Закінчив школу.
У 1930—1932 роках — вчитель початкової школи села Широково Далматовського району.
У 1932—1936 роках — вчитель історії середньої школи села Далматово Далматовського району Челябінської області.
У 1936—1940 роках — студент Челябінського педагогічного інституту, здобув спеціальність викладача історії середньої школи.
Член ВКП(б) з 1939 року.
У 1940—1941 роках — слухач Вищої партійної школи при ЦК ВКП(б).
З листопада по грудень 1941 року — інструктор відділу кадрів Челябінського обласного комітету ВКП(б).
У січні — червні 1942 року — 1-й секретар Челябінського міського комітету ВЛКСМ.
У червні 1942 — квітні 1943 року — 2-й секретар Сталінського районного комітету ВКП(б) міста Челябінська.
У квітні 1943 — квітні 1944 року — заступник уповноваженого Комісії партійного контролю при ЦК ВКП(б) по Челябінській області.
У квітні 1944 — травні 1945 року — уповноважений Комісії партійного контролю при ЦК ВКП(б) по Мордовській АРСР.
У травні 1945 — липні 1947 року — уповноважений Комісії партійного контролю при ЦК ВКП(б) по Киргизькій РСР.
У липні 1947 — серпні 1948 року — інспектор відділу кадрів партійних організацій Управління кадрів ЦК ВКП(б).
У серпні 1948 — лютому 1949 року — інспектор ЦК ВКП(б) по Туркменській РСР.
1 лютого 1949 — 23 квітня 1953 року — помічник секретаря ЦК ВКП(б).
23 квітня — 1 червня 1953 року — заступник завідувача відділу адміністративних і торгово-фінансових органів ЦК КПРС.
1 червня 1953 — 17 грудня 1958 року — заступник завідувача адміністративного відділу ЦК КПРС.
Подальша доля невідома.

## Нагороди
- орден Трудового Червоного Прапора (1947)
- медаль «За доблесну працю у Великій Вітчизняній війні 1941—1945 рр.»
- медалі